# Želeč (Měcholupy)
Želeč (německy Seltsch) je vesnice v nadmořské výšce 361 metrů vzdálená jedenáct kilometrů jižně od Žatce. Je místní částí obce Měcholupy v okrese Louny v Ústeckém kraji.

## Historie

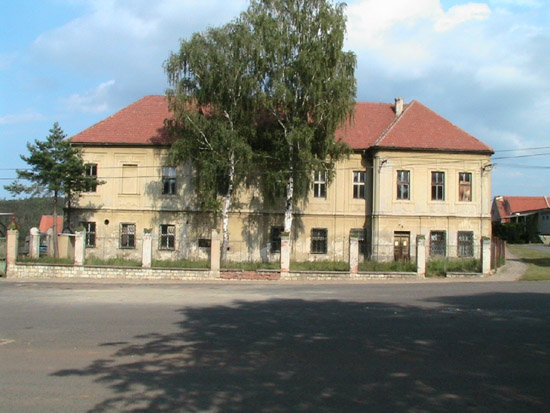
Bývalá zámecká budova

První písemná zmínka o obci Želeč pochází z roku 1360, kdy zemřel zdejší farář Mikuláš. Jako majitel obce s patronátním právem nad kostelem se v té době uvádí Vilém ze Skal. Po něm nastoupil zakladatel ročovského kláštera Albrecht z Kolovrat. V letech 1401–1416 sídlil na Želči Zikmund ze Želče, který již roku 1393 vykonával nad želečským Svatým Mikulášem patronátní právo.
Po husitských válkách se Želče zmocnilo město Žatec, jemuž byl zkonfiskován majetek za účast na prvním stavovském odboji. Roku 1551 koupil želečské panství Jan Čelechovec z Kralovic. Po jeho smrti zdědil Želeč jeho bratr Jiří, který zemřel roku 1573. Jiří Čelechovec neměl dědice a tak majetek přešel na jeho strýce Viléma Ostrovce z Kralovic. Ten roku 1575 prodal tvrz, dvůr a vesnici Želeč s kostelním patronátem a vším příslušenstvím za částku 7450 kop míšeňských grošů Divišovi Hrobčickému z Hrobčic. Znamená to, že panské sídlo vzniklo v Želči nejpozději za Čelechovců. Diviš Hrobčický († 1596) spojil panství Želeč s panstvím Líčkov. Od roku 1596 vlastnil panství jeho syn Bohuslav, který ovšem 12. května 1623 při konfiskaci ztratil své statky a mezi nimi také statek Želeč s tvrzí a mlýnem. V konfiskačním protokolu se uvádí: „Tvrz z kamene vystavěná s krásnými prostrannými světnicemi v přízemí a prvním patře, ceněná na 500 kop míšenských grošů, potom mlýn pod Želčem v jednom složení, ze kterého muselo býti odváděno čtrnáct měřic pachtovného.“ Hned na druhý den koupil panství za 50 615 kop Hartvik Vratislav z Mitrovic (v letech 1611–1612 komorník císaře Rudolfa II.) Ten ovšem neměl žádné potomky a tak veškerý svůj majetek přepsal své ženě Anně Marii Žďárské ze Žďáru, která ho po jeho smrti roku 1628 prodala jistému plukovníkovi z Morwaldu.
Pak se v Želči vystřídalo více majitelů. Objevuje se hrabě Ferdinand František Albert z Wahlu, za něhož byla založena matrika. Po něm vlastnili Želeč do roku 1730 Michnové z Vacínova. Následujících devět let měl v držení Želeč rytíř Hynek Leopold Netzlinger ze Schelchengraben a v letech 1739–1747 přešlo panství do rukou hraběte Oliviera z Wallisu. V letech 1747–1810 patřila Želeč svobodným pánům Zessnerům ze Spitzenbergu. Nejdříve Janu Františkovi; po jeho smrti 10. ledna 1772 zdědil Želeč jeho syn Vincenc a ten ji prodává za 280 000 zlatých Františku Schreitrovi ze Schwarzenfeldu. Po jeho smrti 25. března 1834 přešel majetek na rytíře Františka Korba z Weidenheimu. Roku 1840 zdědila Želeč jeho dcera Klára provdaná Dammová. Její manžel Jan Damm prodal roku 1871 dvůr za 400 000 zlatých knížeti Thurn-Taxis. Kníže Hugo Maxmilián Thurn-Taxis (3. července 1817 v Praze – 28. listopadu 1889 na zámku v Loučeni) vlastnil statek Želeč do roku 1884. Pak ho získal velkostatkář a majitel měcholupského statku a pivovaru Antonín Dreher. Od roku 1921 jej vlastnil statkář Vojtěch Fuchs. Současným majitelem zámku je Václav Hanzal a Fuchsovi.

## Přírodní poměry

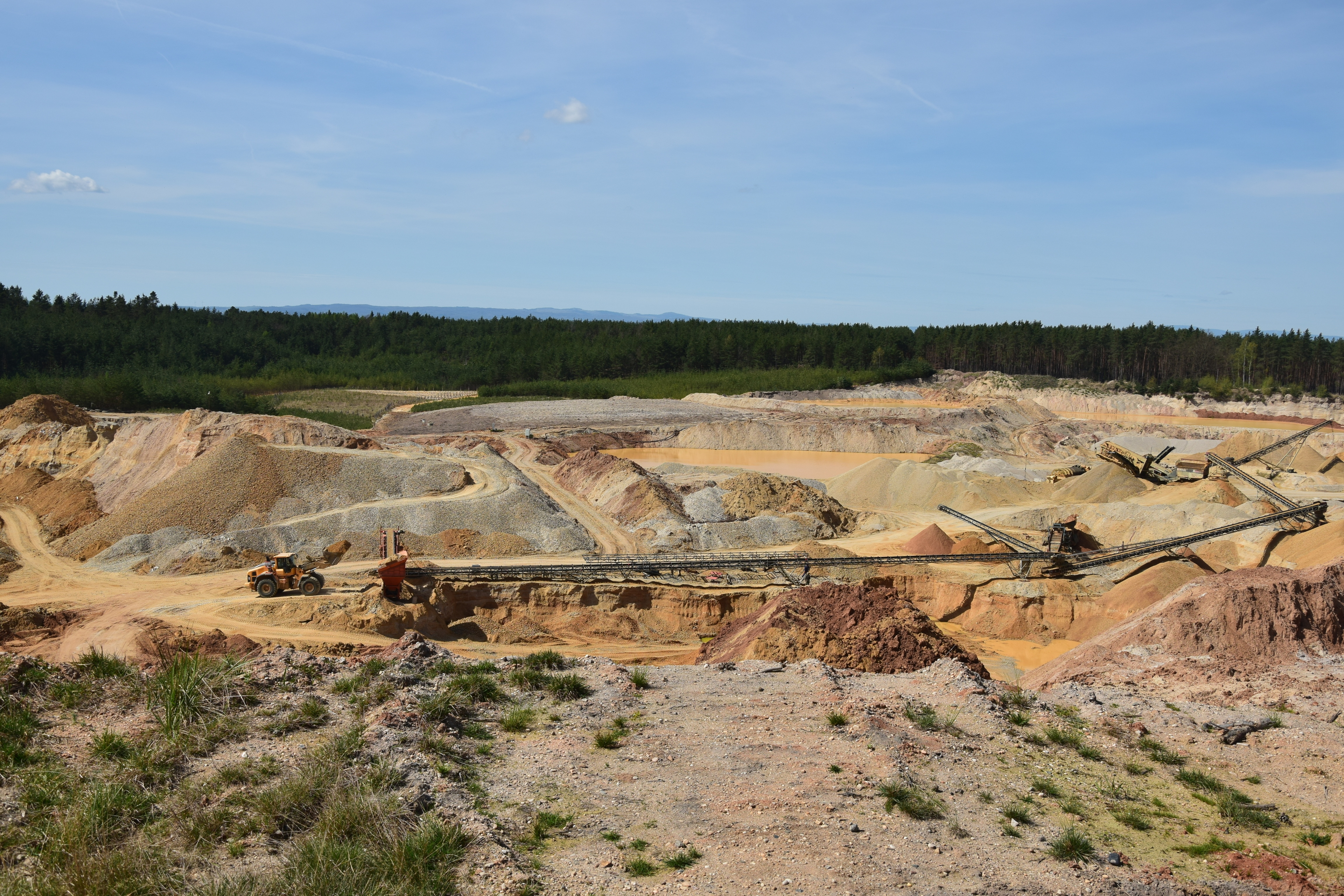
Pískovna

V jihovýchodním cípu katastrálního území se nachází ložisko říčních sedimentů. Uložila je zde velká třetihorní (snad pliocéní) řeka, která ústila do oblasti Mostecké pánve. Ve zdejším štěrku převažují horniny odolné minerály a horniny (křemen, buližník), původem z oblasti západních Čech. Štěrk se zde těží v pískovně provozované firmou České štěrkopísky.

## Obyvatelstvo
Při sčítání lidu v roce 1921 zde žilo 643 obyvatel (z toho 284 mužů), z nichž bylo 81 Čechoslováků, 561 Němců a jeden cizinec. Kromě jednoho evangelíka a jedenácti židů byli římskými katolíky. Podle sčítání lidu z roku 1930 měla vesnice 660 obyvatel: 169 Čechoslováků, 490 Němců a jednoho cizince. Většina z nich byla stále katolíky, ale žilo zde také čtrnáct členů církve československé, osm židů a sedmnáct lidí bez vyznání.
|           | 1869 | 1880 | 1890 | 1900 | 1910 | 1921 | 1930 | 1950 | 1961 | 1970 | 1980 | 1991 | 2001 | 2011 |
| --------- | ---- | ---- | ---- | ---- | ---- | ---- | ---- | ---- | ---- | ---- | ---- | ---- | ---- | ---- |
| Obyvatelé | 612  | 663  | 617  | 685  | 640  | 643  | 660  | 293  | 348  | 327  | 267  | 185  | 234  | 198  |
| Domy      | 83   | 91   | 97   | 102  | 107  | 113  | 126  | 102  | 90   | 88   | 77   | 92   | 91   | 74   |

## Pamětihodnosti
- Ve vesnici stojí barokní kostel svatého Mikuláše, který vznikl v roce 1751 přestavbou staršího gotického kostela. Vnitřní vybavení je rokokové a novorománské.[9]
- Želečský zámek stojí na východní straně návsi. Postaven byl roku 1760 v pozdně barokním slohu, ale dochovaná podoba pochází z mladších přestaveb.[9]
- Socha svatého Jana Nepomuckého z konce osmnáctého století[9]
- Usedlosti čp. 13, 37 a 52

### Archeologické naleziště
- Objeveny nálezy tábořiště datované z období starší doby kamenné (magdalénienu).
- Objeven nález nádobky s uchem ve tvaru býčí hlavičky datované z období mladší doby kamenné (neolitu).

## Rodáci a osobnosti spjaté s obcí
- Hans Damm (1860–1917), politik
- Peter Bioly (1879–1942), katolický kněz, oběť nacismu

## Galerie

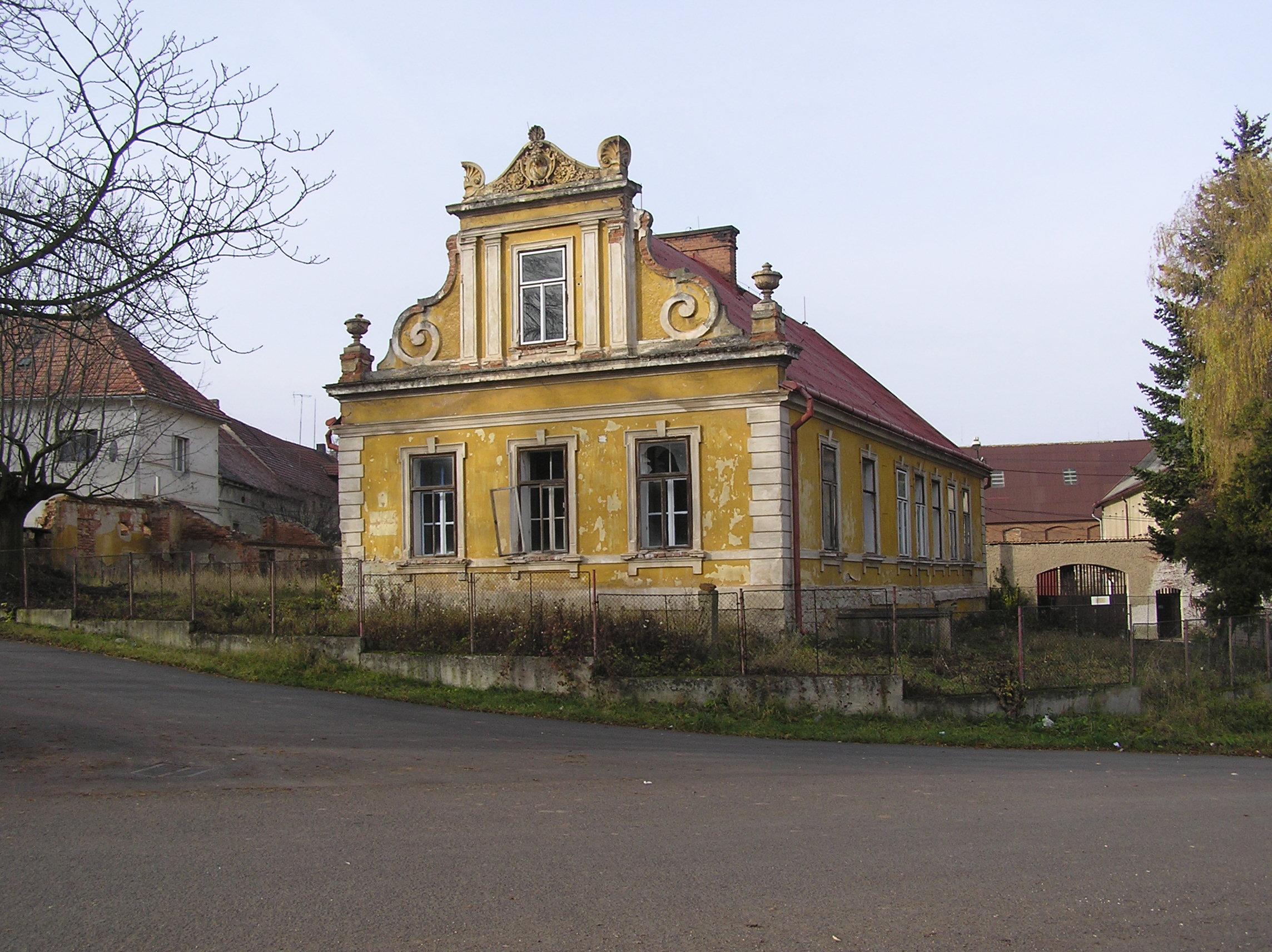
Bývalá škola v Želči
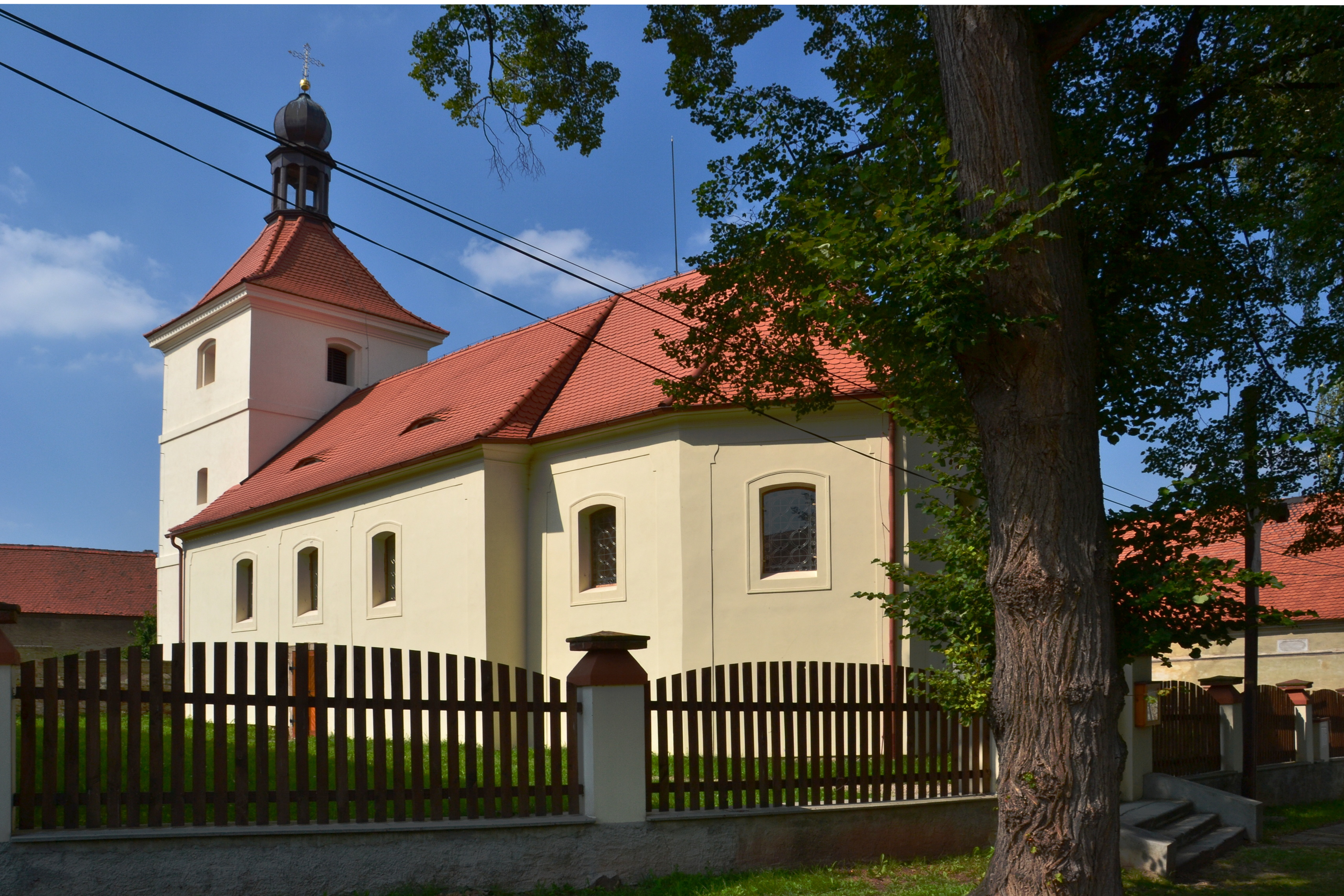
Kostel svatého Mikuláše
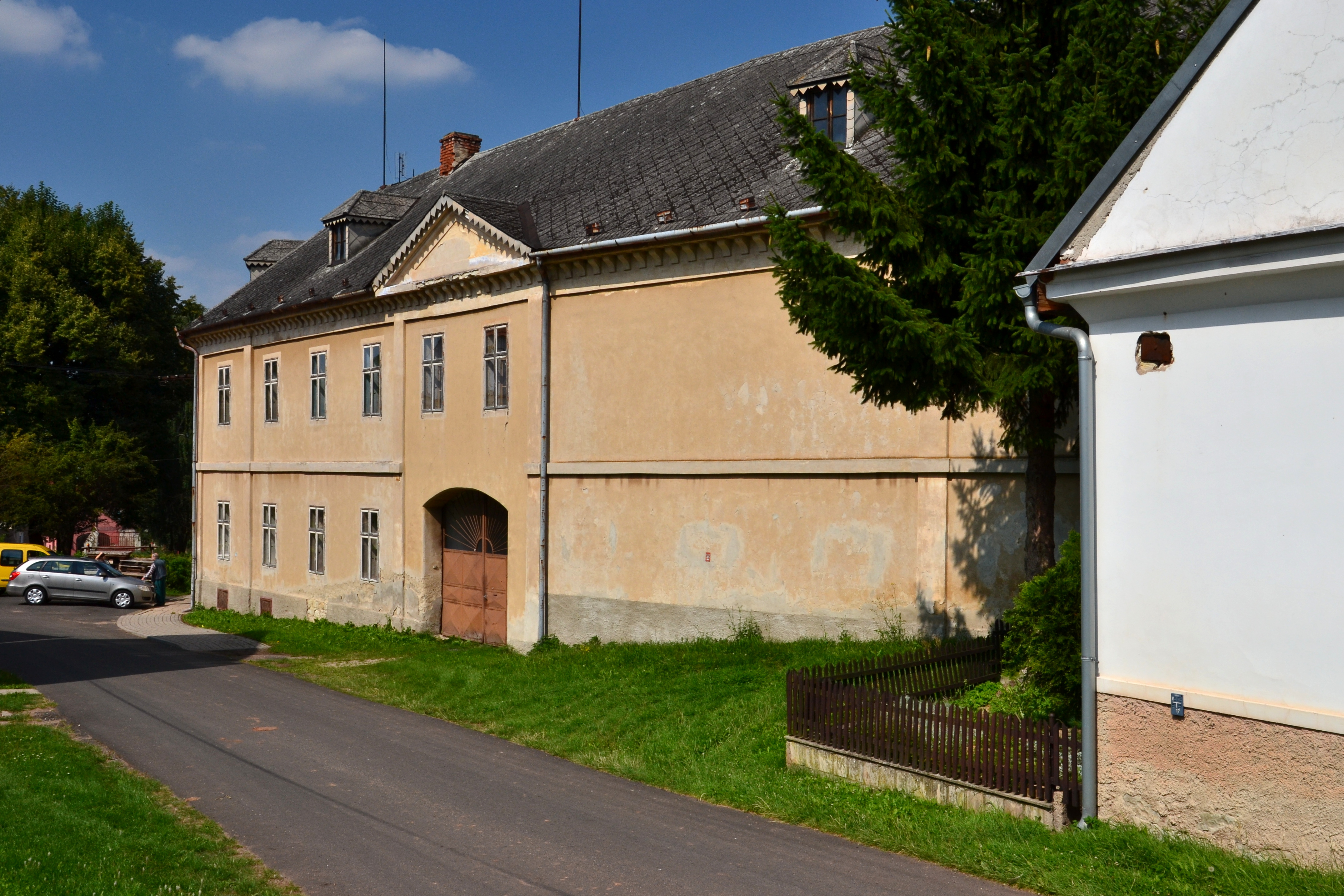
Dům čp. 13
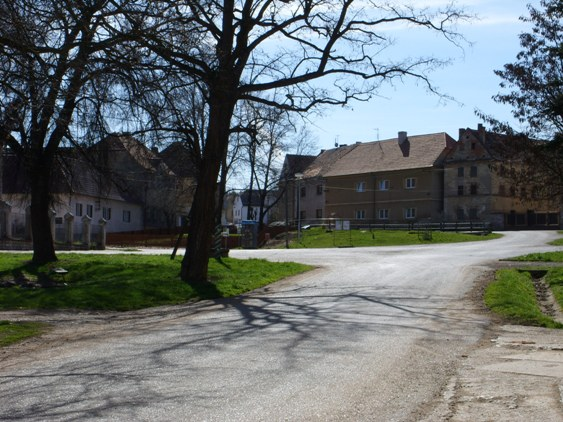
Náves